# Standvlinder

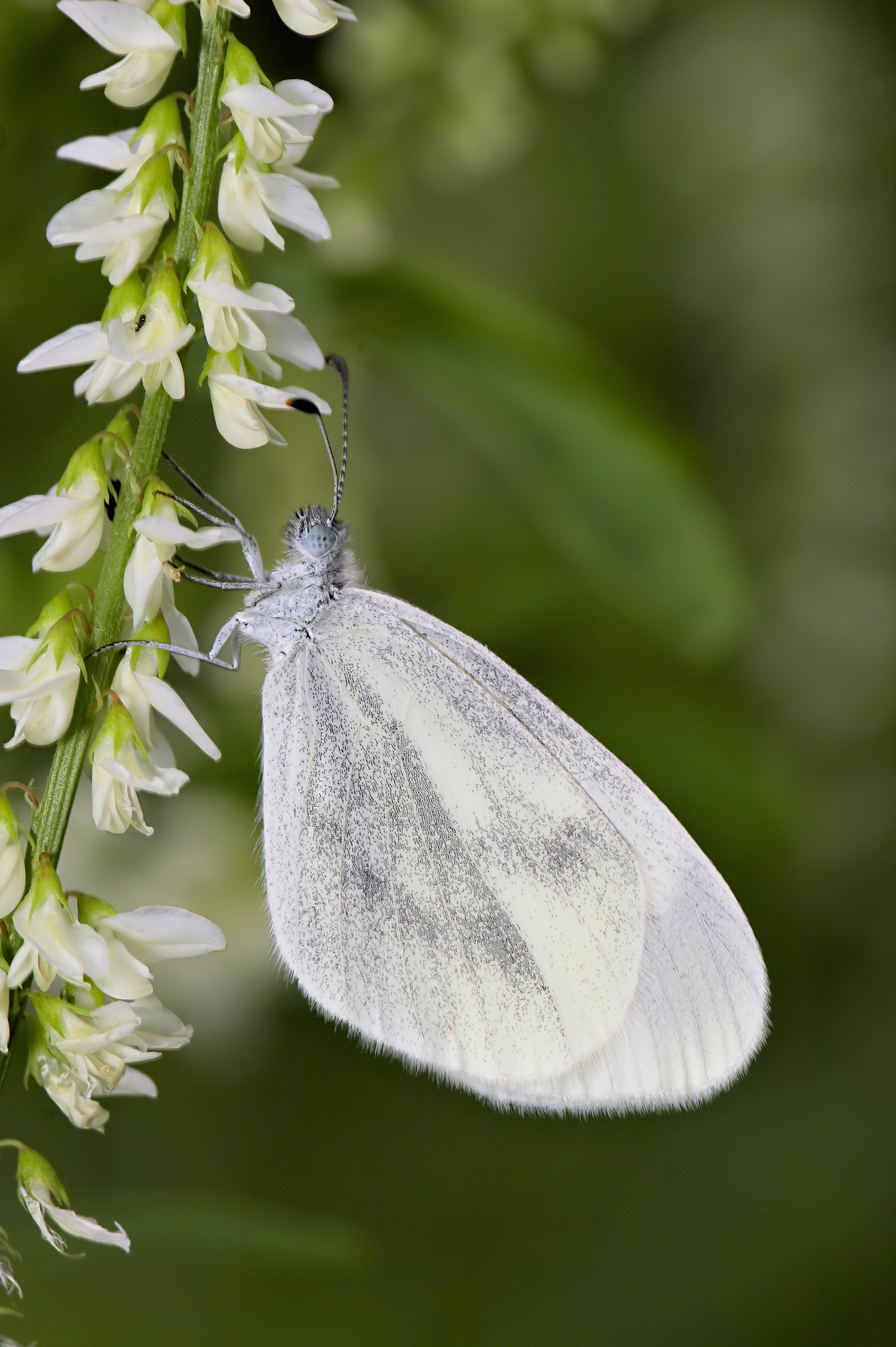
Het boswitje, de nieuwste standvlinder in Nederland.

Een standvlinder in een bepaald gebied is een vlinder die in dat gebied gedurende minimaal tien jaar een populatie heeft (gehad). Naast standvlinders kunnen in het gebied ook trekvlinders worden gezien, die zich niet of niet blijvend kunnen vestigen in dat gebied, en adventieven die niet op eigen kracht in het gebied zijn gekomen.
Voorbeelden van veelgeziene standvlinders in Nederland en België zijn dagpauwoog, klein koolwitje, citroenvlinder en oranjetipje. In hetzelfde gebied zijn de atalanta en distelvlinder vaak geziene trekvlinders.
De laatste nieuwe dagvlindersoorten die in Nederland standvlinder zijn geworden, zijn het landkaartje en het boswitje.

## Onregelmatige standvlinder
Soms wordt de term onregelmatige standvlinder gebruikt voor een soort die zich wel meer dan twee jaar, maar nooit meer dan tien jaar in een gebied heeft weten te vestigen. Voorbeelden in Nederland zijn het klaverblauwtje en het resedawitje.